# Rune Hassner
Rune Hassner, född 13 augusti 1928 i Östersund, död 19 juli 2003 i Stockholm, var en svensk regissör, producent, fotograf och skribent. 
Rune Hassner gick som elev hos Rolf Winquist på Ateljé Uggla i Stockholm. Han började vid 19 års ålder 1947 som pressfotograf i Östersund. Vid 21 års ålder reste han till Paris och var där i åtta år som frilansfotograf. Han återkom till Sverige 1958 och blev en av grundarna av bildbyrån Tio fotografer.
Rune Hassner var chef för Fotohögskolan i Göteborg från starten 1982/83 och för Hasselblad center i Göteborg 1988-94. Han blev 1997 hedersdoktor vid humanistiska fakulteten vid Göteborgs universitet.
Rune Hassner var gift med Eva Mari Hassner (född 1933).

## Filmografi
- "Jump up" (1966)
- "Myglaren" (1966)
- "Hjälparen" (1967)
- "Photo by Boubat" (1967)
- "Bilder för miljoner" (1970)
- "Ansikten och fragment av blommor", om Rolf Winqvist (1970)
- "Brassai" (1971)
- "Pittsburgh – porträtt av en stad", om Eugene W. Smith (1971)
- "Realismens triumfer – Honoré de Balzac" (1975)
- "Kina mot år 2000" (1978)
- "Bilden som vapen I, II och III" (1978, 1982, 1988)